# Agnyphantes
Agnyphantes là một chi nhện trong họ Linyphiidae.